# Thea Sharrock
Thea Sharrock (née en 1976) est une réalisatrice et metteur en scène de théâtre britannique.

## Biographie
Après une carrière au théâtre, elle réalise en 2012 le segment Henry V avec Tom Hiddleston dans la série The Hollow Crown. En 2014, elle réalise son premier film, Avant toi (Me Before You) avec Emilia Clarke.

## Filmographie

### Télévision
- 2012 : The Hollow Crown (série télévisée), épisode 4 Henry V
- 2013-2014 : Call the Midwife (série télévisée), deux épisodes
- 2021 : Britannia (série télévisée), saison 3, épisode 8 Vae Victis

### Cinéma
- 2010 : As You Like It at Shakespeare's Globe Theatre (captation vidéo)
- 2016 : Avant toi (Me Before You)
- 2020 : Le Seul et Unique Ivan (The One and Only Ivan)
- 2023 : Scandaleusement vôtre (Wicked Little Letters)
- 2024 : The Beautiful Game